# Académie littéraire d'espéranto
 (janvier 2021).
Si vous disposez d'ouvrages ou d'articles de référence ou si vous connaissez des sites web de qualité traitant du thème abordé ici, merci de compléter l'article en donnant les références utiles à sa vérifiabilité et en les liant à la section « Notes et références ».
Pour les articles homonymes, voir ALE et EVA.
Ne doit pas être confondu avec Académie d'espéranto.
L’Académie littéraire d’espéranto (en espéranto Akademio Literatura de Esperanto, ALE) est le nouveau nom de l’Association des auteurs en langue espéranto (Esperantlingva Verkista Asocio, EVA). L'association a pour but principal de stimuler et améliorer le niveau de la création artistique en langue espéranto et faire reconnaître la littérature espérantophone dans et hors du mouvement espérantiste. Elle regroupe les auteurs qui publient en langue espéranto.

## Histoire
EVA est fondée en 1983. Dès 1984, l'association collabore avec l'association universelle d'espéranto.
Le 24 juillet 2008, lors du congrès de Rotterdam, l’association ALE est créée pour faire suite à la première.

## Membres
Actuellement, l'académie est présidée par Mauro Nervi. Le secrétaire en est Spomenka Štimec.